# Козарачко коло
Козарачко или Козарско коло је народно коло, које је настало у селима на обронцима планине Козаре, по чему је и добило име. Често се - у другим, од Козаре удаљенијим крајевима, па и у говору неких Козарчана - назива и козарачко коло. Постоји мушко момачко коло, као и женско дјевојачко, гдје су у колу и мушкарци и жене. Козарско коло се преносило широм земље и пролагођавало датој средини.

## Историјат
Од давнина чим би се скупила младеж у селима Поткозарја и на Козари, нарочито недјељом, празником, на свадбама, славама и зборовима, почела би пјесма и хватало се коло. Ово коло се звало народно коло, а често су га „од милоште“ Кнежопољци звали и кнешпољско коло. У току НОР-а партизани са Козаре, одлазећи у друге крајеве Југославије, играли су ово заиста лијепо народно коло.

### Први записи
Још 1922. године о том народном колу из Поткозарја записано је сљедеће: »Игра се и пјева по Кнешпољу без свирача или тамбураша, и то ритмички уз пјесму. У колу састављена младеж ухвати се за руке испод паса, окреће се кратким корацима и наизмјенично по групама пјева у осмерцу и десетерцу неку лирску народну или другу пјесму. Том приликом изговарају сваки стих на слогове. Тако једна група отпјева један стих, затим то исто отпјева драга група из истог кола. Свака пјесма почиње са: »Ој, ђевојко, драга душо моја.« По овоме се наставља други и трећи стих, нпр.:
Кнежпољска пјесма прије Другог свјетског рата је „мераклијска“. Она одзвања радошћу, немиром, и зна бити задирљива и изазивачка. Нпр.:
Ту је мене затјецала зора.

Ој дјевојко, драгај душо моја!

Ој дјевојко, мило јање моје!

У мог ћаће четири су сина,

А ја сам му пуста бећарина.

Ој дјевојко, драгај душо моја!

### НОР - Ширење по Југославији
Гдје год су долазили партизани са Козаре, народ је прихватао одмах њихово лијепо коло и звао га козарско коло. Убрзо је козарско коло постало омиљено код свих народа и народности у бившој Југославији.
Пјесма о народноослободилачкој борби се веома брзо преносила и ширила. При покретима јединица у нове крајеве долазе и нове пјесме. Тако је и Козарско коло дошло у све крајеве Југославије. Младен Ољача у свом роману Козара наводи ријечи „Народне песме са Козаре":
развео их на све четири стране.

Колико је на Козари грана,

Још је више младих партизана.

Ој Козаро не треба ти кише,

хероји те крвљу натопише.

Познају се браћа Козарчани

по пјевању и по ратовању.

Ми смо браћа испод Козарице,

гдје не рађа мајка издајице.

Нас два брата оба ратујемо

не плач мајко ако погинемо...

Немој мала да те љубе дјеца

већ ти чекај свога митраљесца.

Ој Хитлеру јебем ли ти нану

остаће ти кости на Балкану.

## Играње кола
Козарачко коло се игра на лијеву страну, са рукама у преплету. Три пјевача „прваче“, а три „полажу“.
Народно коло се држи уједно у великом кругу. Онај који започиње пјесму у колу на једној страни има двојицу који му помажу, а остали га прате на његовој страни, док друга страна кола ћути. Они који воде заталасају коло свом снагом према другој страни и пјевајући опет врате коло на старо мјесто. Чим он заврши пјевање, онда то исто пјевање започиње један, на другој страни, а два га помажу и остали га прате на тој страни, док супротна страна кола ћути. Онај који води пјесму свом снагом заталаса коло према другој страни која је прије пјевала и док испјева пјесму коло поврати одакле је оно пошло.

## Пјевање
У прошлости иза сваког стиха био је обавезан рефрен, припјев: »Ој, дјевојко, драгај душо моја! Ој, дјевојко, мило јање моје!«, док данас то више није строго правило.
Рефрен традиционалне кнешпољске пјесме је ритмички оправдан, али је и предах да онај што првачи смисли нови стих. И тако су се међу већ познатим стиховима низали нови. Редослијед стихова био је ствар оних који прваче, али правило је увијек било: дистих па рефрен.

## Филозофија козарачког кола
Козарско коло и пјесма је саставни дио живота у овим крајевима. Народ своје тежње исказује пјесмом у козарском колу. Козарчани су одувијек изражавали колом и пјесмом своје јединство. То је пјесма поноса и енергије, пјесма оптимизма.

### Пјесма из душе народа
Ова поезија је богата по стилско изражајним средствима. Стил је прилагођен времену и улози пјесме.
Тако наш народ својом пјесмом најснажније изражава своју богату душу. Он пјесмом успављује чедо, прикраћује дуге дане чобанског живота, даје изражаја неодређеној чежњи срца, освјежује ритам српова, уклања умор из разиграног кола, прати заручницу у нови дом и покојника у гроб. Пјесма се рађа и развија на селу, пољу, брду, дому, код појединаца и скупине. Пјесму ствара појединац, а заједница одређује њену вриједност, скраћује је и продужује јој вијек.

### Удварање у колу
Ово једноставно играње у народном колу Поткозарја и Козаре није без дражи и занимљивости. Оваквом игрању враголасти кнежопољски момци, кад мало живље заиграју, правећи при томе разне фигуре, знају да помјере своје руке од паса ка цуриним грудима и да притиском на затегнуто јелече осјете врелину своје крви и зрелост која их опија и снажи.

### Законитости кола
Народно коло народа Поткозарја и Козаре имало је своје строге законитости. Ако се момак ухвати у коло код дјевојке, а она се пусти и оде, то је била највећа срамота. Ако неко у колу пресијече дјевојку од момка, долазило је до свађа. Ако се момак ухвати и дјевојка се пусти, то је увреда за момка.

## Козарчани о своме колу
Године 1978. Козарчани су о свом колу записали овако:
"Тројица-четворица загрле се објеручке и отпочињу пјевање. Прво почиње полако и онда расте из набреклих жила; слијева се у једно. Претворило се у разговијетну, у високо завитлану пјесму, коју при предаху једних одмах продужују други, па се чини као да звони само непрекидност. И тако преплетене руке неодољивог кола. У коло улазе дјевојке и момци и оно се завије и виловито креће, кораци се уситњују и готово остају у мјесту, и опет виловито крену напријед. Играч није у коло ухваћен, него уплетен, он се не држи за руке са оном двојицом до себе, него њих двојица спајају руке преко њега, један преко мишке, други испод пазуха, и тако редом у тој шестострукој спрези гибају и плове свако слободним покретом. Тако у том једном крвотоку окрећу се људска тијела на запјев својих коловођа. Извијају се сви покрети и гласови, игра мушко и женско. Неколико дјевојака сучелице коловођама запјевају. Настаје натпјевање једних и других. Једној и другој страни сваки пут се учини да је надмашила па захукта коло, оно се с вриском и топотом изувија увис и устрану, окрзне се па се и гурне са сусједним...«.

## Они што нису Козарчани о овоме колу
Бранко Ћопић (Ој, ђевојко, драгај душо моја...):
нити сам је видио,
али сам видио коло козарско,
ој, ђевојко, драгај душо моја
ој, ђевојко, огњена љута моја бољко,
ој, ђевојко Кнежопољко,
видио сам заљуљано коло козарско.
И у том колу, и у том колу
коловођу разиграна,

коловођу распјевана,
у колу кокана,
вучицу козарску, гараву Драгињу,

## Козарачко коло данас
Данас у козарачком колу један првачи а сви играчи у колу полажу. Све пјесме које се пјевају уз коло, пјевају се у дистиху.
Ал' је нашом крви заливена.

И посута костима бораца,

А највише млади' Кнешпољаца.

Ој, Козаро, дивно опјевана,

## Остала кола овог краја
У овом подручју има још неколико народних кола који се играју уз хармонику, тамбуру и шаргију. Игра се коло уз музику (тројанац, сремица). Коло игра и уз тамбуру (поскочица). Ту се игра по такту како тамбураш свира. Кад тамбура свира, игра се двоје и двоје. То је кулус. Уз тамбуру пјева козарско коло. Коло се игра и уз шаргију.
Народна музичка традиција је врло жива и присутна у животу цијеле Крајине. У богатство музичког колорита могу се убројити и посебне врсте народних пјесама »крајишнице«, епске пјесме које се казују уз гусле, а распрострањене су по цијелој Крајини.